# IQCJ
IQCJ (англ. IQ motif containing J) – білок, який кодується однойменним геном, розташованим у людей на 3-й хромосомі. Довжина поліпептидного ланцюга білка становить 159 амінокислот, а молекулярна маса — 18 226.
| 10         |  | 20         |  | 30         |  | 40         |  | 50         |
| ---------- |  | ---------- |  | ---------- |  | ---------- |  | ---------- |
| MRLEELKRLQ |  | NPLEQVNDGK |  | YSFENHQLAM |  | DAENNIEKYP |  | LNLQPLESKV |
| KIIQRAWREY |  | LQRQEPLGKR |  | SPSPPSVSSE |  | KLSSSVSMNT |  | FSDSSTPFAR |
| APVGKIHPYI |  | SWRLQSPGDK |  | LPGGRKVILL |  | YLDQLARPTG |  | FIHTLKEPQI |
| ERLGFLTLQ  |  |            |  |            |  |            |  |            |

A: Аланін

D: Аспарагінова кислота

E: Глутамінова кислота

F: Фенілаланін

G: Гліцин

H: Гістидин

I: Ізолейцин

K: Лізин

L: Лейцин

M: Метіонін

N: Аспарагін

P: Пролін

Q: Глутамін

R: Аргінін

S: Серин

T: Треонін

V: Валін

W: Триптофан

Задіяний у такому біологічному процесі, як альтернативний сплайсинг. 